# Північний захід штату Парана (мезорегіон)
Північний захід штату Парана (порт. Mesorregião do Noroeste Paranaense) — адміністративно-статистичний мезорегіон в Бразилії, входить в штат Парана. Населення станвить 630 421 чоловік на 2006 рік. Займає площу 24 488,647 км². Густота населення — 25,7 чол./км².

## Склад мезорегіону
В мезорегіон входять наступні мікрорегіони:
1. Сіанорті
2. Паранаваї
3. Умуарама

| Бразилія | Це незавершена стаття з географії Бразилії. Ви можете допомогти проєкту, виправивши або дописавши її. |